# Große Olympiaschanze
Die Große Olympiaschanze in Garmisch-Partenkirchen liegt am Gudiberg, südlich des Ortsteils Partenkirchen, und ist traditionell Austragungsort des Neujahrsspringens der Vierschanzentournee.

## Geschichte
Die Schanze war 1922 Austragungsort des ersten Neujahrsspringens. Die Schanze trägt ihren Namen, seit sie bei den Olympischen Winterspielen 1936 für die Skisprungwettbewerbe diente.
Die Große Olympiaschanze wurde im Lauf ihrer Geschichte mehrmals umgebaut. Für die Olympischen Winterspiele wurde sie in den Jahren 1933 und 1934 umgerüstet sowie am 5. Februar 1934 mit einem Probespringen eingeweiht. Vor 130.000 Zuschauern wurde 1936 der Norweger Birger Ruud mit Weiten von 75,0 Metern und 74,5 Metern Olympiasieger. Das heutige Olympiastadion wurde für die Olympischen Winterspiele 1940 erbaut, die ebenfalls in Garmisch-Partenkirchen hätten stattfinden sollen.
Im Jahr 1950 wurde ein stählerner Anlaufturm errichtet. Der neue Anlauf hatte eine Länge von 82 Metern, zuvor waren es 70 Meter. Zugleich wurde der Schanzentisch um etwa sechs Meter zurückgesetzt. Zu diesem Zeitpunkt war die renovierte Sprungschanze eine der modernsten der Welt. Im Jahr 1978 wurde die Schanze erneut umgebaut. Dabei wurde der Schanzentisch zurückgesetzt und der K-Punkt damit verlängert. Der letzte Umbau fand 1996 statt und kostete etwa eine Million Euro. Dabei wurde das Schanzenprofil den modernen Anforderungen des Skispringens angepasst und der K-Punkt auf 115 Meter verlängert. Da die Schanze zu dieser Zeit die älteste im Weltcup eingesetzte Schanze war, gaben ihr Springer und Journalisten den liebevollen Spitznamen „die alte Dame“.
Im Winter 1999 sprang Toni Roßberger mit seiner Motocross-KTM die Schanze herunter, die er zuvor hochgefahren war. Er erreichte bei diesem Sprung einen Weltrekord für Motorräder mit einer Weite von 80 Metern.
Als „Millenniums-Sprung“ an Silvester 1999/2000 ging der Sprung des Skispingers Dieter Thoma (Deutschland) in die Geschichte ein. Am 31. Dezember 1999 um 23:59:50 Uhr sprang er von der Großen Olympiaschanze, um am 1. Januar 2000 um 0:00 Uhr im neuen Jahrtausend zu landen. Mit diesem Sprung beendete Dieter Thoma zugleich seine aktive Laufbahn als Skispringer endgültig.
Neue Anforderungen im Reglement der FIS machten im Jahr 2006 einen Neubau der Schanzenanlage notwendig. Im Rahmen eines ausgelobten Architektenwettbewerbs konnte sich das Architekturbüro terrain:loenhart&mayr in Zusammenarbeit mit Mayr + Ludescher, Partner und Sieber+Renn Architekten gegen die internationale Konkurrenz durchsetzen.
Als Höhepunkt beim Neujahrsspringen 2007 sollte Andreas Goldberger den letzten Sprung auf der alten Schanze machen, während hierbei die Schanze symbolisch durch ein Feuerwerk gesprengt werden sollte. Dieser Sprung kam jedoch auf Grund der schlechten Wetterbedingungen nicht zustande, daher blieb es bei Anders Jacobsen, der mit seinen 122,5 Metern im ersten Durchgang den letzten Sprung gemacht hat.
Am 14. April 2007 wurden der alte Anlaufturm und der Schiedsrichterturm gesprengt, um Neubauten Platz zu machen. Die neue Schanze sollte dabei unter anderem einen stilistisch kühneren, frei herausragenden modernen Anlaufturm erhalten. Die Kosten wurden mit acht bis neun Millionen Euro veranschlagt, lagen aber zum Schluss bei 15 Millionen Euro. Am 26. April 2007 erfolgte der erste Spatenstich zum Bau der neuen Schanze. Nach umfangreichen Vorarbeiten wurde am 27. und 28. November der neue Anlaufturm, eine 650 Tonnen schwere Stahlkonstruktion, aufgerichtet. Am 21. Dezember 2007 wurde die Schanze im Rahmen des Continental Cups eingeweiht. Den Jungfernsprung absolvierte der Garmisch-Partenkirchener Nachwuchsspringer Felix Schoft und erzielte dabei eine Weite von 132 Metern. Dass mit der neuen Schanze Weiten jenseits der 140-Metermarke möglich sind, bewies der Österreicher Gregor Schlierenzauer beim Neujahrsspringen 2008, als er mit 141 Metern einen neuen Schanzenrekord aufstellte. Dieser wurde beim Neujahrsspringen 2010 durch Simon Ammann auf 143,5 Meter verbessert. Beim Neujahrsspringen 2020 zog der Norweger Marius Lindvik gleich. Beim Neujahrsspringen des folgenden Jahres stellte der Pole Dawid Kubacki mit 144 Metern einen neuen Rekord auf. Beim Neujahrsspringen 2025 verbesserte der Österreicher Michael Hayböck im K.-o.-Duell gegen Dawid Kubacki den Schanzenrekord auf 145 Meter.
Nach Forderungen des Internationalen Skiverbandes FIS wurde im April 2011 bekannt, dass man für die zukünftigen Veranstaltungen im Rahmen der Vierschanzentournee ein Windnetz installiert.

## Auszeichnungen
2009 erhielt die Olympiaschanze Garmisch-Partenkirchen den IOC/IAKS Award in Gold, den einzigen internationalen Architekturpreis für bereits im Betrieb bewährte Sport- und Freizeitbauten (Neubauten, Erweiterungen oder Modernisierungen).

## Technische Daten der alten Olympiaschanze
| Große Olympiaschanze (1936–2007)           | Große Olympiaschanze (1936–2007) |
| Anlauf                                     | Anlauf                           |
| ------------------------------------------ | -------------------------------- |
| Turmhöhe                                   | 38 m                             |
| Anlauflänge                                | 82,5 m                           |
| Anlaufgeschwindigkeit                      | ca. 91 km/h                      |
| Schanzentisch                              |                                  |
| Tischhöhe                                  | 3,25 m                           |
| Neigung des Schanzentisches (α)            | 10,5°                            |
| Aufsprung                                  |                                  |
| Hillsize                                   | 125 m                            |
| Konstruktionspunkt                         | 115 m                            |
| Verhältnis Höhen- zu Längendifferenz (h/n) | 0,578                            |
| K-Punkt Neigungswinkel (β)                 | 35,5°                            |

- Gesamthöhe: 119 m

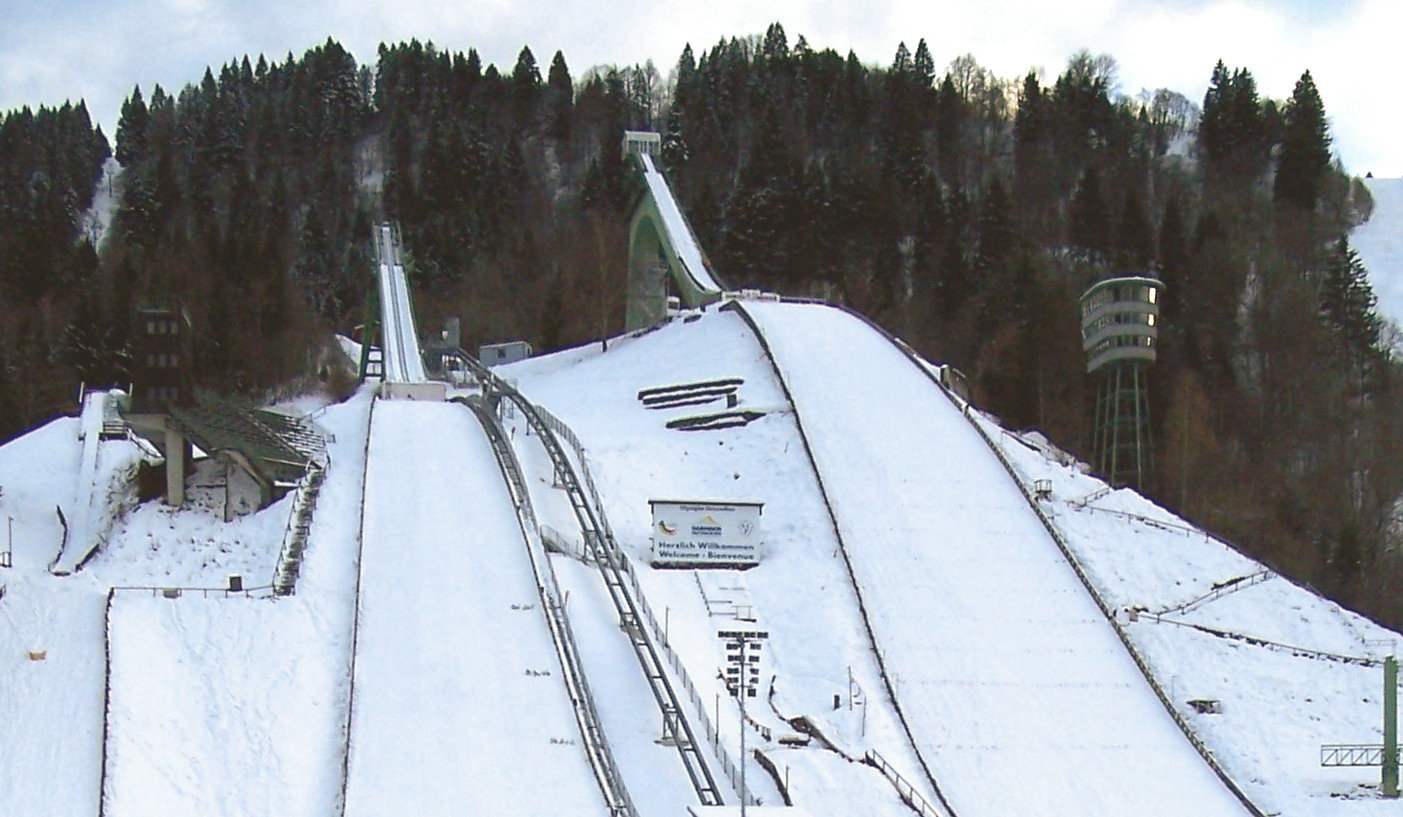
Die Schanze vor dem Umbau 2007

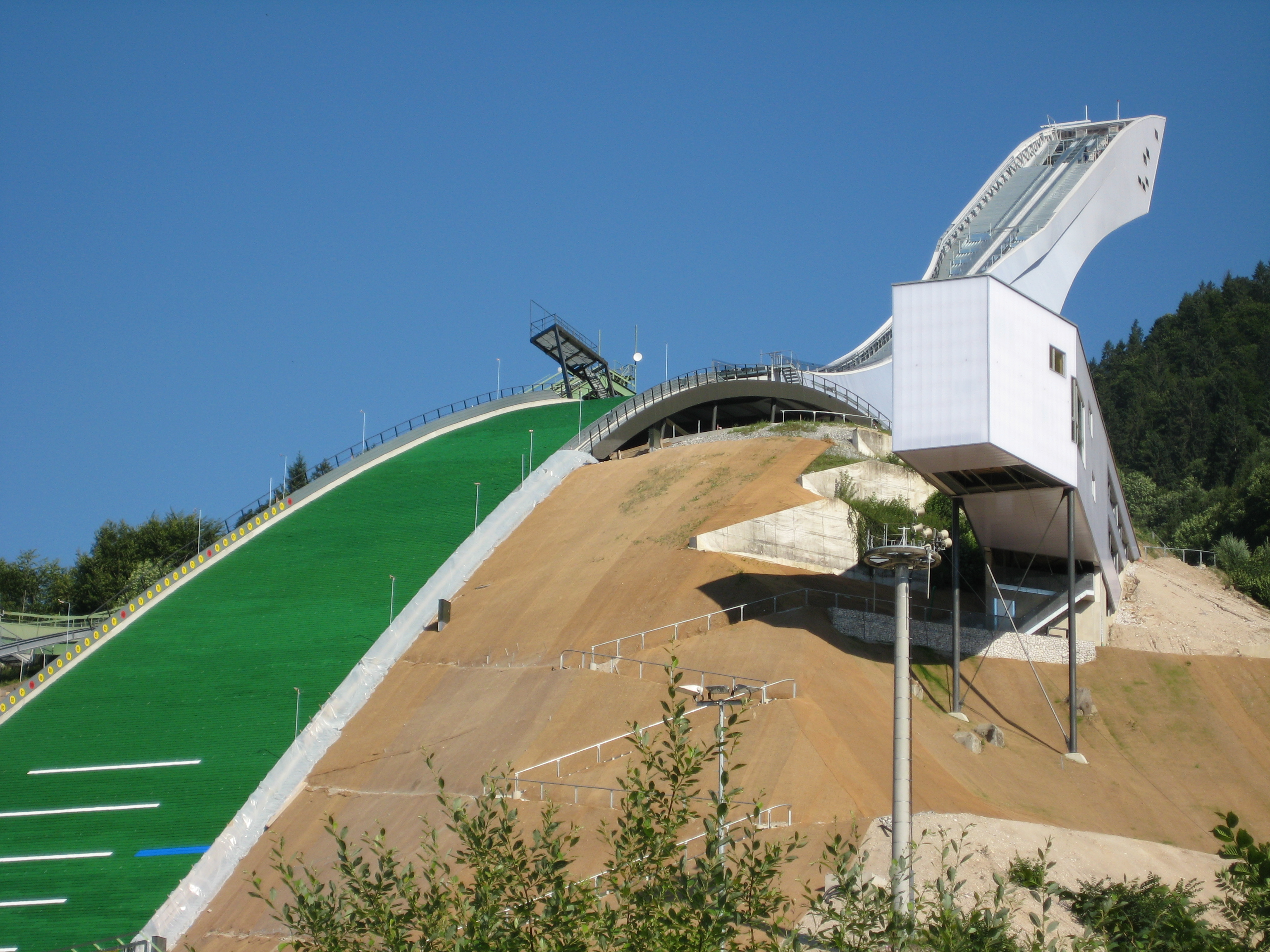
Im Bau befindliche neue „Große Olympiaschanze“ (2008)

- Gesamtlänge bis zum Beginn des Auslaufs: 264,0 m

Der letzte Schanzenrekord wurde von Adam Małysz am 1. Januar 2001 mit 129,5 m aufgestellt.

## Technische Daten der neuen Olympiaschanze
| Große Olympiaschanze            | Große Olympiaschanze |
| Anlauf                          | Anlauf               |
| ------------------------------- | -------------------- |
| Turmhöhe                        | 60,4 m               |
| Anlauflänge                     | 103,5 m              |
| Neigung des Anlaufs (γ)         | 35°                  |
| Anlaufgeschwindigkeit           | 94,3 km/h            |
| Schanzentisch                   |                      |
| Tischhöhe                       | 3,13 m               |
| Tischlänge                      | 6,9 m                |
| Neigung des Schanzentisches (α) | 11°                  |
| Aufsprung                       |                      |
| Hillsize                        | 142 m                |
| Konstruktionspunkt              | 125 m                |
| K-Punkt Neigungswinkel (β)      | 34,7°                |

- Gesamthöhe: 149 m

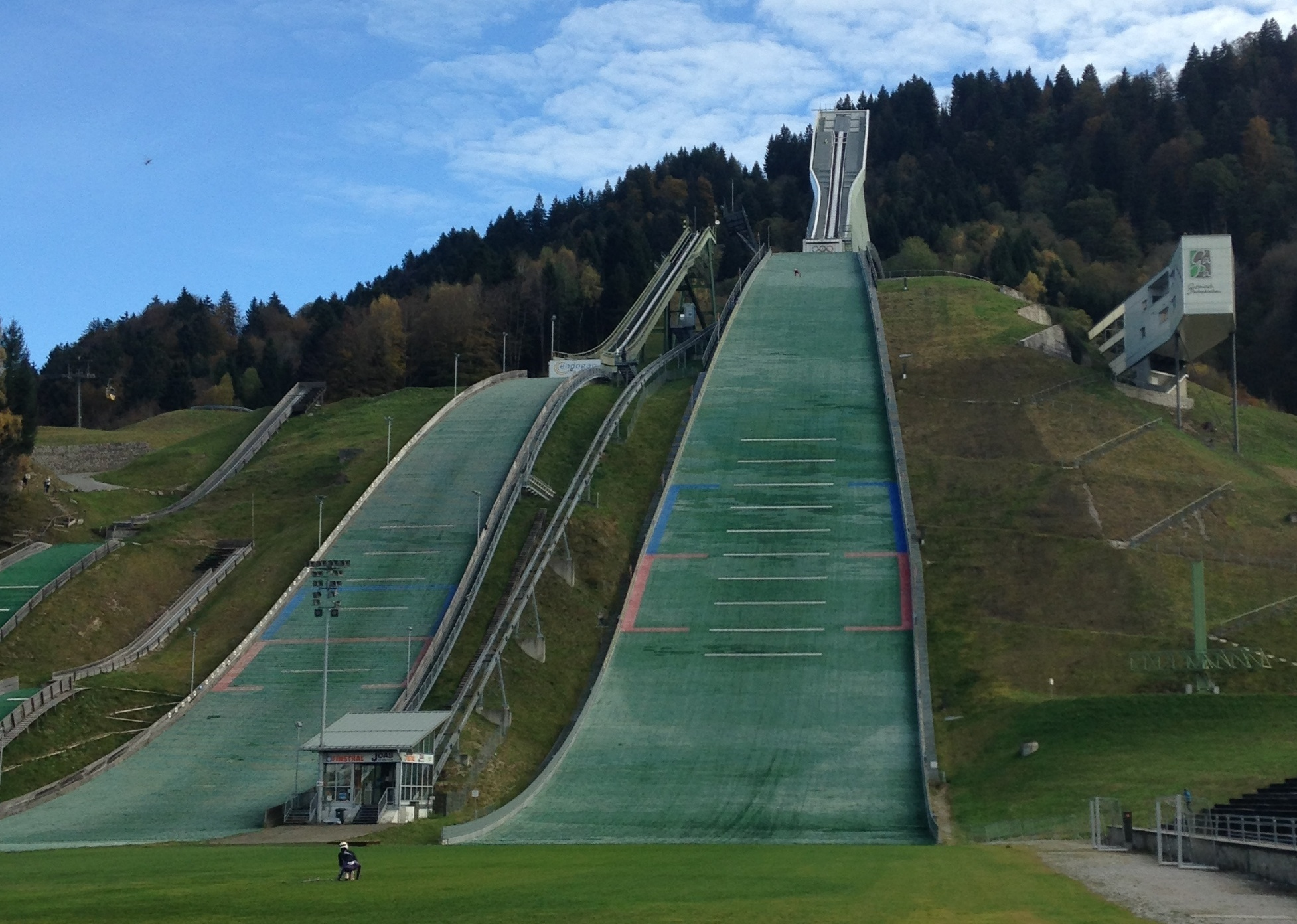
Herbst-Training auf der großen Olympiaschanze (2014)

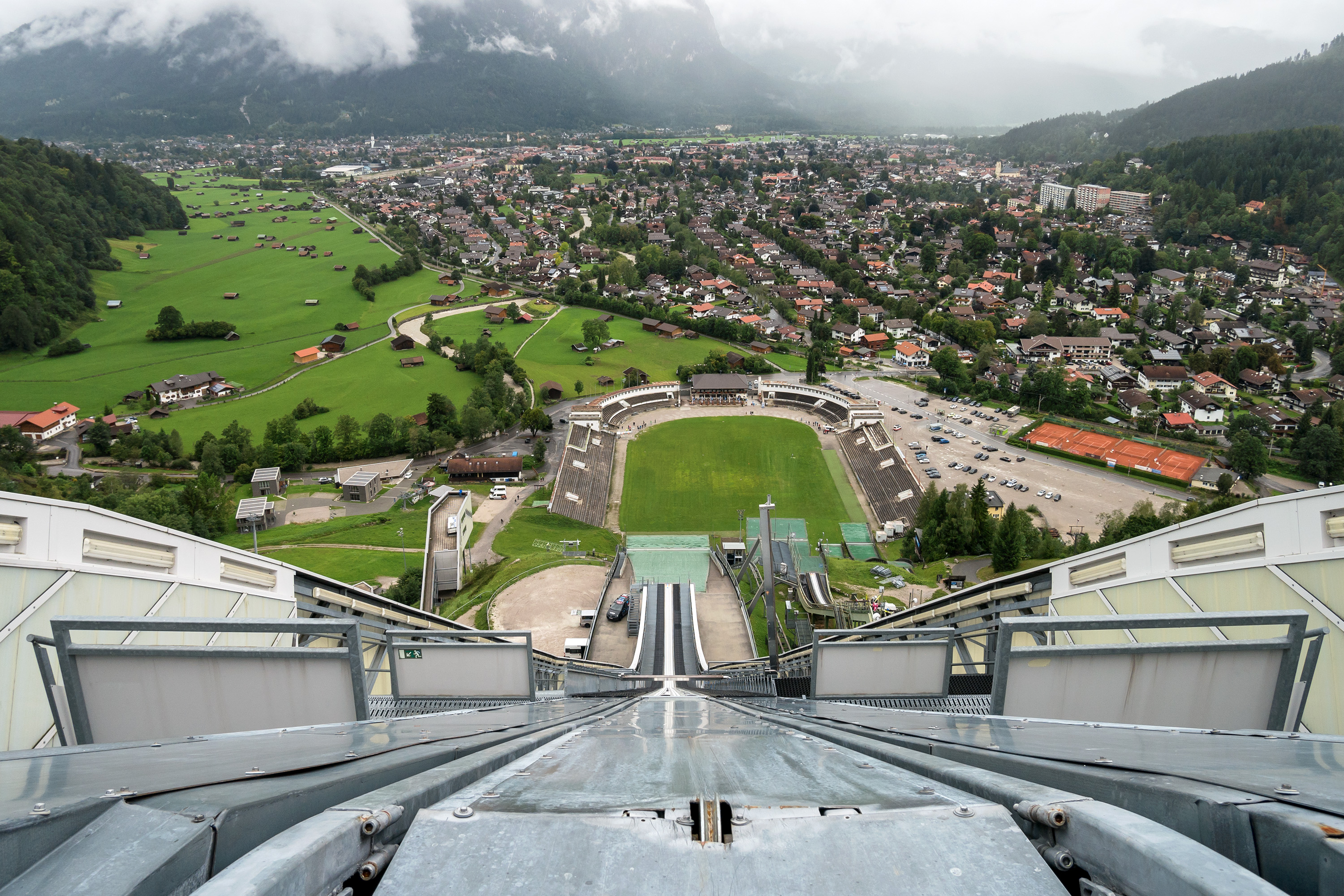
Blick von der Großen Olympiaschanze

- Schanzenrekord: 145,0 m (Michael Hayböck AUT, 1. Januar 2025)

## Internationale Wettbewerbe
Genannt werden alle von der FIS organisierten Sprungwettbewerbe.
| Datum             | Kategorie           | Schanze | 1. Platz                                       | 2. Platz                                       | 3. Platz                                       |
| ----------------- | ------------------- | ------- | ---------------------------------------------- | ---------------------------------------------- | ---------------------------------------------- |
| 6. Februar 1936   | Olympia             | K90     | Birger Ruud                                    | Sven Selånger                                  | Reidar Andersen                                |
| 1. Januar 1953    | Vierschanzentournee | K90     | Asgeir Dølplads                                | Sepp Bradl                                     | Toni Brutscher                                 |
| 1. Januar 1954    | Vierschanzentournee | K90     | Olaf B. Bjørnstad                              | Eino Kirjonen                                  | Esko Mömmö                                     |
| 1. Januar 1955    | Vierschanzentournee | K90     | Aulis Kallakorpi                               | Eino Kirjonen                                  | Hemmo Silvennoinen                             |
| 1. Januar 1956    | Vierschanzentournee | K90     | Hemmo Silvennoinen                             | Eino Kirjonen                                  | Harry Glaß                                     |
| 1. Januar 1957    | Vierschanzentournee | K90     | Nikolai Kamenski                               | Eino Kirjonen                                  | Pentti Uotinen                                 |
| 1. Januar 1958    | Vierschanzentournee | K90     | Willi Egger                                    | Nikolai Schamow                                | Werner Lesser                                  |
| 1. Januar 1959    | Vierschanzentournee | K90     | Helmut Recknagel                               | Koba Zakadse                                   | Nikolai Schamow                                |
| 1. Januar 1960    | Vierschanzentournee | K90     | Max Bolkart                                    | Timo Kivelä                                    | Jože Šlibar                                    |
| 1. Januar 1961    | Vierschanzentournee | K90     | Koba Zakadse                                   | Helmut Recknagel                               | Nilo Zandanel                                  |
| 1. Januar 1962    | Vierschanzentournee | K90     | Georg Thoma                                    | Willi Egger                                    | Wolfgang Happle                                |
| 1. Januar 1963    | Vierschanzentournee | K90     | Toralf Engan                                   | Georg Thoma                                    | Max Bolkart                                    |
| 1. Januar 1964    | Vierschanzentournee | K90     | Veikko Kankkonen                               | Niilo Halonen                                  | Józef Przybyła                                 |
| 1. Januar 1965    | Vierschanzentournee | K90     | Erkki Pukka                                    | Heini Ihle                                     | Helmut Kurz                                    |
| 1. Januar 1966    | Vierschanzentournee | K90     | Paavo Lukkariniemi                             | Bjørn Wirkola                                  | Veikko Kankkonen                               |
| 1. Januar 1967    | Vierschanzentournee | K90     | Bjørn Wirkola                                  | Reinhold Bachler                               | Veikko Kankkonen                               |
| 1. Januar 1968    | Vierschanzentournee | K90     | Bjørn Wirkola                                  | Dieter Neuendorf                               | Reinhold Bachler                               |
| 1. Januar 1969    | Vierschanzentournee | K90     | Bjørn Wirkola                                  | Anatoli Scheglanow                             | František Rydval                               |
| 1. Januar 1970    | Vierschanzentournee | K90     | Jiří Raška                                     | Anatoli Scheglanow                             | Wladimir Beloussow                             |
| 1. Januar 1971    | Vierschanzentournee | K90     | Ingolf Mork                                    | Jiří Raška                                     | Tauno Käyhkö                                   |
| 1. Januar 1972    | Vierschanzentournee | K90     | Yukio Kasaya                                   | Tauno Käyhkö                                   | Ingolf Mork                                    |
| 1. Januar 1973    | Vierschanzentournee | K90     | Rainer Schmidt                                 | Dietrich Kampf                                 | Jaromír Liďák                                  |
| 1. Januar 1974    | Vierschanzentournee | K90     | Walter Steiner                                 | Hans-Georg Aschenbach                          | Dietrich Kampf                                 |
| 1. Januar 1975    | Vierschanzentournee | K90     | Karl Schnabl                                   | Kari Ylianttila                                | Hans Millonig                                  |
| 1. Januar 1976    | Vierschanzentournee | K90     | Toni Innauer                                   | Karl Schnabl                                   | Jochen Danneberg                               |
| 1. Januar 1977    | Vierschanzentournee | K90     | Jochen Danneberg                               | Toni Innauer                                   | Harald Duschek                                 |
| 1. Januar 1978    | Vierschanzentournee | K90     | Jochen Danneberg                               | Kari Ylianttila                                | Henry Glaß                                     |
| 2. Januar 1979    | Vierschanzentournee | K90     | Josef Samek                                    | Bogdan Norčič                                  | Pentti Kokkonen                                |
| 1. Januar 1980    | Vierschanzentournee | K115    | Hubert Neuper                                  | Jari Puikkonen                                 | Johan Sætre                                    |
| 1. Januar 1981    | Vierschanzentournee | K115    | Horst Bulau                                    | Per Bergerud                                   | Armin Kogler                                   |
| 1. Januar 1982    | Vierschanzentournee | K115    | Roger Ruud                                     | Manfred Deckert                                | Andreas Bauer                                  |
| 1. Januar 1983    | Vierschanzentournee | K115    | Armin Kogler                                   | Steinar Bråten                                 | Jens Weißflog                                  |
| 1. Januar 1984    | Vierschanzentournee | K115    | Jens Weißflog                                  | Hansjörg Sumi                                  | Klaus Ostwald                                  |
| 1. Januar 1985    | Vierschanzentournee | K115    | Jens Weißflog                                  | Jari Puikkonen                                 | Klaus Ostwald                                  |
| 1. Januar 1986    | Vierschanzentournee | K115    | Pavel Ploc                                     | Ernst Vettori                                  | Primož Ulaga                                   |
| 1. Januar 1987    | Vierschanzentournee | K115    | Andreas Bauer                                  | Jukka Kalso                                    | Ulf Findeisen                                  |
| 1. Januar 1988    | Vierschanzentournee | K115    | Matti Nykänen                                  | Staffan Tällberg                               | Jens Weißflog                                  |
| 1. Januar 1989    | Vierschanzentournee | K115    | Matti Nykänen                                  | Jens Weißflog                                  | Risto Laakkonen                                |
| 1. Januar 1990    | Vierschanzentournee | K115    | Jens Weißflog                                  | Risto Laakkonen                                | František Jež                                  |
| 1. Januar 1991    | Vierschanzentournee | K115    | Jens Weißflog Andreas Felder                   |                                                | Stefan Horngacher                              |
| 1. Januar 1992    | Vierschanzentournee | K115    | Andreas Felder                                 | Toni Nieminen                                  | Stephan Zünd                                   |
| 1. Januar 1993    | Vierschanzentournee | K115    | Noriaki Kasai                                  | Jens Weißflog                                  | Andreas Goldberger                             |
| 1. Januar 1994    | Vierschanzentournee | K115    | Espen Bredesen                                 | Jens Weißflog                                  | Takanobu Okabe                                 |
| 1. Januar 1995    | Vierschanzentournee | K115    | Janne Ahonen                                   | Andreas Goldberger                             | Jani Soininen                                  |
| 1. Januar 1996    | Vierschanzentournee | K115    | Reinhard Schwarzenberger                       | Espen Bredesen                                 | Jens Weißflog                                  |
| 1. Januar 1997    | Vierschanzentournee | K115    | Primož Peterka                                 | Andreas Goldberger                             | Takanobu Okabe                                 |
| 1. Januar 1998    | Vierschanzentournee | K115    | Kazuyoshi Funaki                               | Masahiko Harada                                | Hiroya Saitō                                   |
| 1. Januar 1999    | Vierschanzentournee | K115    | Martin Schmitt                                 | Janne Ahonen                                   | Noriaki Kasai                                  |
| 1. Januar 2000    | Vierschanzentournee | K115    | Andreas Widhölzl                               | Masahiko Harada                                | Janne Ahonen                                   |
| 1. Januar 2001    | Vierschanzentournee | K115    | Noriaki Kasai                                  | Dmitri Wassiljew                               | Adam Małysz                                    |
| 1. Januar 2002    | Vierschanzentournee | K115    | Sven Hannawald                                 | Andreas Widhölzl                               | Adam Małysz                                    |
| 1. Januar 2003    | Vierschanzentournee | K115    | Primož Peterka                                 | Andreas Goldberger Adam Małysz                 |                                                |
| 1. Januar 2004    | Vierschanzentournee | K115    | Sigurd Pettersen                               | Martin Höllwarth                               | Georg Späth                                    |
| 1. Januar 2005    | Vierschanzentournee | HS125   | Janne Ahonen                                   | Thomas Morgenstern                             | Georg Späth                                    |
| 1. Januar 2006    | Vierschanzentournee | HS125   | Jakub Janda                                    | Janne Ahonen                                   | Matti Hautamäki                                |
| 1. Januar 2007    | Vierschanzentournee | HS125   | Andreas Küttel                                 | Matti Hautamäki                                | Noriaki Kasai                                  |
| 21. Dezember 2007 | Continental Cup     | HS140   | Martin Schmitt                                 | Balthasar Schneider                            | Stefan Thurnbichler                            |
| 22. Dezember 2007 | Continental Cup     | HS140   | Andreas Vilberg                                | Martin Höllwarth                               | Stefan Kaiser                                  |
| 1. Januar 2008    | Vierschanzentournee | HS140   | Gregor Schlierenzauer                          | Janne Ahonen                                   | Michael Neumayer                               |
| 1. Januar 2009    | Vierschanzentournee | HS140   | Wolfgang Loitzl                                | Simon Ammann                                   | Harri Olli                                     |
| 1. Januar 2010    | Vierschanzentournee | HS140   | Gregor Schlierenzauer                          | Wolfgang Loitzl                                | Simon Ammann                                   |
| 9. Juli 2010      | Continental Cup     | HS140   | Kamil Stoch                                    | Stefan Hula                                    | Andreas Strolz                                 |
| 10. Juli 2010     | Continental Cup     | HS140   | Kamil Stoch                                    | Andreas Strolz                                 | Dawid Kubacki                                  |
| 1. Januar 2011    | Vierschanzentournee | HS140   | Simon Ammann                                   | Pawel Karelin                                  | Adam Małysz                                    |
| 1. Januar 2012    | Vierschanzentournee | HS140   | Gregor Schlierenzauer                          | Andreas Kofler                                 | Daiki Itō                                      |
| 17. März 2012     | FIS Cup             | HS140   | Michael Dreher                                 | Danny Queck                                    | Marinus Kraus                                  |
| 18. März 2012     | FIS Cup             | HS140   | Michael Dreher                                 | Pius Paschke                                   | Danny Queck                                    |
| 1. Januar 2013    | Vierschanzentournee | HS140   | Anders Jacobsen                                | Gregor Schlierenzauer                          | Anders Bardal                                  |
| 1. Januar 2014    | Vierschanzentournee | HS140   | Thomas Diethart                                | Thomas Morgenstern                             | Simon Ammann                                   |
| 1. Januar 2015    | Vierschanzentournee | HS140   | Anders Jacobsen                                | Simon Ammann                                   | Peter Prevc                                    |
| 1. Januar 2016    | Vierschanzentournee | HS140   | Peter Prevc                                    | Kenneth Gangnes                                | Severin Freund                                 |
| 9. Januar 2016    | Continental Cup     | HS140   | David Siegel                                   | Thomas Hofer                                   | Tom Hilde                                      |
| 10. Januar 2016   | Continental Cup     | HS140   | Thomas Hofer                                   | Dawid Kubacki                                  | Tomáš Vančura                                  |
| 1. Januar 2017    | Vierschanzentournee | HS140   | Daniel-André Tande                             | Kamil Stoch                                    | Stefan Kraft                                   |
| 14. Januar 2017   | Continental Cup     | HS140   | Anže Lanišek                                   | Florian Altenburger                            | Miran Zupančič                                 |
| 15. Januar 2017   | Continental Cup     | HS140   | Miran Zupančič                                 | Anže Lanišek                                   | Sigurd Nymoen Søberg                           |
| 1. Januar 2018    | Vierschanzentournee | HS140   | Kamil Stoch                                    | Richard Freitag                                | Anders Fannemel                                |
| 1. Januar 2019    | Vierschanzentournee | HS142   | Ryōyū Kobayashi                                | Markus Eisenbichler                            | Dawid Kubacki                                  |
| 1. Januar 2020    | Vierschanzentournee | HS142   | Marius Lindvik                                 | Karl Geiger                                    | Dawid Kubacki                                  |
| 1. Januar 2021    | Vierschanzentournee | HS142   | Dawid Kubacki                                  | Halvor Egner Granerud                          | Piotr Żyła                                     |
| 23. Januar 2021   | Continental Cup     | HS142   | Wettkampf abgesagt wegen der COVID-19-Pandemie | Wettkampf abgesagt wegen der COVID-19-Pandemie | Wettkampf abgesagt wegen der COVID-19-Pandemie |
| 24. Januar 2021   | Continental Cup     | HS142   | Wettkampf abgesagt wegen der COVID-19-Pandemie | Wettkampf abgesagt wegen der COVID-19-Pandemie | Wettkampf abgesagt wegen der COVID-19-Pandemie |
| 1. Januar 2022    | Vierschanzentournee | HS142   | Ryōyū Kobayashi                                | Markus Eisenbichler                            | Lovro Kos                                      |
| 1. Januar 2023    | Vierschanzentournee | HS142   | Halvor Egner Granerud                          | Anže Lanišek                                   | Dawid Kubacki                                  |
| 30. Dezember 2023 | Two-Nights-Tour     | HS142   | Nika Prevc                                     | Eirin Maria Kvandal                            | Abigail Strate                                 |
| 1. Januar 2024    | Vierschanzentournee | HS142   | Anže Lanišek                                   | Ryōyū Kobayashi                                | Andreas Wellinger                              |
| 6. Januar 2024    | Continental Cup     | HS142   | Constantin Schmid                              | Sindre Ulven Jørgensen                         | Klemens Murańka                                |
| 6. Januar 2024    | Continental Cup     | HS142   | Robin Pedersen                                 | Žak Mogel                                      | Constantin Schmid                              |
| 31. Dezember 2024 | Two-Nights-Tour     | HS142   | Nika Prevc                                     | Eirin Maria Kvandal                            | Eva Pinkelnig                                  |
| 1. Januar 2025    | Vierschanzentournee | HS142   | Daniel Tschofenig                              | Gregor Deschwanden                             | Michael Hayböck                                |

Seit der Saison 1979/80 zählen alle Springen der Vierschanzentournee auch zum damals eingeführten Skisprung-Weltcup.

## Schanzenrekorde
| Schanze                                             | Meter   | Sportler              | Jahr |
| --------------------------------------------------- | ------- | --------------------- | ---- |
| Olympiaschanze HS142 (Aktueller Schanzenrekord)     | 145,0 m | Michael Hayböck       | 2025 |
| Olympiaschanze HS142 (Dritter Schanzenrekord)       | 144,0 m | Dawid Kubacki         | 2021 |
| Olympiaschanze HS140/HS142 (Zweiter Schanzenrekord) | 143,5 m | Simon Ammann          | 2010 |
| Olympiaschanze HS140/HS142 (Zweiter Schanzenrekord) | 143,5 m | Marius Lindvik        | 2020 |
| Olympiaschanze HS140 (Erster Schanzenrekord)        | 141,0 m | Gregor Schlierenzauer | 2008 |
| Alte Olympiaschanze HS125                           | 129,5 m | Adam Małysz           | 2001 |
| Kleine Olympiaschanze                               | 082,5 m | Werner Schuster       | 1987 |